# Liogenys seabrai
Liogenys seabrai är en skalbaggsart som beskrevs av Martinez 1957. Liogenys seabrai ingår i släktet Liogenys och familjen Melolonthidae. Inga underarter finns listade i Catalogue of Life.